# 太恆浩
太恆浩（：  Tae Hang Ho ，1983年7月22日—），韓國男演員 。

## 演出作品

### 電視劇
- 2012年：KBS《波塞冬》
- 2012年：KBS《嗚啦啦夫婦》
- 2014年：SBS《皮諾丘》飾演 車宇哲
- 2014年：MBC《傳說的魔女》飾演 金社長
- 2014年：SBS《江口的故事》飾演 洪起
- 2014年：KBS《感激時代：鬪神的誕生》飾演 文福
- 2014年：MBC《沒關係，是愛情啊》飾演 楊泰英 [2]
- 2014年：tvN《請回答1994》飾演 醫學系大四生
- 2015年：tvN《隱藏身份》飾演 警衛
- 2015年：tvN《Oh 我的鬼神君》飾演 尹哲民
- 2015年：KBS《拜託了，媽媽》飾演 朴啟泰
- 2015年：SBS《六龍飛天》
- 2015年：MBC《明天也勝利》飾演 姜民哲
- 2016年：MBC《My Little Baby》飾演 徐章勳
- 2016年：KBS《任意依戀》飾演 導演
- 2016年：KBS《雲畫的月光》飾演 陶琦 [3]
- 2017年：MBC《Missing9》飾演 太浩恆（第四位生還者）[4]
- 2017年：MBC《冰球》飾演 路邊攤老闆（特別出演）
- 2017年：tvN《名不虛傳》飾演 閔秉基
- 2018年：MBC《偉大的誘惑者》飾演 老人院神父
- 2018年：SBS《油膩的Melo》飾演 林擔心
- 2018年：Netflix《心靈的聲音：Reboot》飾演 趙俊
- 2018年：SBS《皇后的品格》飾演 羅王植 / 千優彬
- 2019年：OCN《Voice3》飾演 全昌秀
- 2020年：KBS《喪屍偵探》飾演 李成祿
- 2021年：SBS《模範計程車》飾演 朴柱燦
- 2021年：SBS《顶楼3》饰演 审判千瑞珍的庭院法官（客串）
- 2022年：Disney+
- 2023年：SBS《7人的逃脫》飾演 （特別出演）
- 2023年：tvN《运气好的日子》飾演 梁勝澤

### 電影
- 2012年：《女狼出任務》
- 2013年：《老大靈不靈》
- 2013年：《黑道小子巨星夢》
- 2018年：《念力》飾演 閔社長的下屬
- 2018年：《末日飛船》飾演 黑道
- 2020年：《翻供》饰演 杨巡警

## 綜藝節目

### 嘉賓出演
- 2017年 O'live和tvN《島劍客》EP2 [5]
- 2017年7月23日：SBS《Running Man》嘉賓
- 2019年1月26日：jtbc《認識的哥哥》嘉賓
- 2019年11月8日：Netflix《明星來解謎 (第二季) 》 Ep2,5,7,9 飾演雜貨店老闆
- 2021年11月27日：Netflix《New World: 虛擬貨幣爭霸戰》EP.4 飾演 銀行分支長
- 2022年9月8日：Disney+《韓星地帶：逃脫任務》Ep3 飾演 藥房大夫
- 2022年9月22日：Disney+《韓星地帶：逃脫任務》Ep5 飾演 太經理

## 外部連結
- 太恆浩經紀公司的介紹網頁（页面存档备份，存于）
- 太恆浩Naver（页面存档备份，存于）
- 太恆浩daum （页面存档备份，存于）